# Joey Matale
Joey Matale (* 1963) (alternative Schreibweise Joey Joleen Mataele) ist ein LGBT-Aktivist aus Tonga.
Matale ist eine Leiti und Vorsitzender der Tonga Leiti’s Association. Er wurde zum Vertreter der Region ANZAPI (Aotearoa/New Zealand, Australia and Pacific Islands) in das „Executive Board“ der International Lesbian and Gay Association gewählt. Zusätzlich leitet er zusammen mit Belissa Andía Pérez das Transgender-Sekretariat der ILGA und ist Mitglied im internationalen Beirat der Hirschfeld-Eddy-Stiftung. Seit einiger Zeit präsentiert er auch die seit 1993 stattfindende jährliche Wahl einer Leiti zur „Miss-Galaxy“. Dies ist mit drei Tagen Dauer und mehreren tausend Zuschauern inzwischen die größte Show des Landes und findet während des eine Woche dauernden traditionellen Heilala Festivals statt. Für die Leiola Duty Free Ltd. sitzt er seit 2007 im Vorstand der Tonga Tourist Association.
Matale betreibt einen erfolgreichen Frisörsalon. Seine Familie hat enge Beziehungen zum Königshaus, welches die Leitis unterstützt, und so schneidet er auch die Haare von König George Tupou V. Er organisiert auch Hochzeiten, tritt als Sängerin auf und ist im Alltag die rechte Hand von Prinzessin Pivolevu, der Schwester des Königs. Fünf Kinder aus der Verwandtschaft hat Matale aus unterschiedlichen Gründen adoptiert, um die sich zwei weibliche Angestellte kümmern und von denen drei schon erwachsen und ausgezogen sind. Matale ist gläubiger Christ. Schon von klein auf fühlte er sich als Mädchen, übernimmt bis heute traditionelle Frauenaufgaben und pflegt die Mutter. Diese brachte 11 Burschen zur Welt, die einzige Tochter starb vor langer Zeit. Als Joey neun Jahre alt war, war der Mutter klar, dass sie Joey nicht würde ändern können, und unterstützte ihn. Auch sein Vater, der 22 Kinder aus drei Ehen und dazu 20 uneheliche Kinder gezeugt hat, unterstützte Joey. Sein Großvater war ein Mormonen-Pionier in Tonga.